# Coldwater (Ohio)
Coldwater ist ein Village im County Mercer im amerikanischen Bundesstaat Ohio, etwa auf halbem Weg zwischen Columbus und Indianapolis. Die Ortschaft hat 4.774 Einwohner (Stand der Zählung von 2020).

## Geschichte
Coldwater wurde 1838 gegründet und 1883 offiziell als Village inkorporiert. 1908 verlegte der Unternehmer Henry Synck die New Idea Spreader Company von Maria Stein nach Coldwater, da hier ein Eisenbahnanschluss vorhanden war. Synck hatte zusammen mit seinem Schwiegervater Joseph Oppenheim den ersten funktionierenden Miststreuer der Welt erfunden, der nun – neben anderen landwirtschaftlichen Geräten – erfolgreich in Coldwater hergestellt wurde. Das Unternehmen wurde in der Folge mehrfach verkauft, der letzte Besitzer (AGCO) schloss die Fabrik in Coldwater 1999.
Die katholische Gemeinde von Coldwater wurde 1867 gegründet. Ihre heutige Kirche, die Holy Trinity Church (dt. Dreifaltigkeitskirche), wurde 1979 als Kulturdenkmal in das National Register of Historic Places aufgenommen.

## Persönlichkeiten
- Jesse Edward Moorland (1863–1940), Prediger, Gründer des YMCA für schwarze Amerikaner und Philanthrop.[6]
- Keven Stammen (* 1985), Pokerspieler